# جنانا بالام

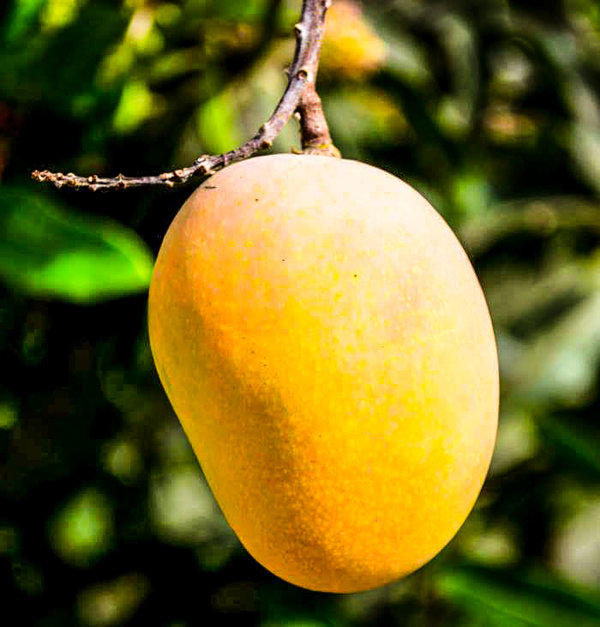
توصف جنانا بالام أحيانًا بأنها مانجو ذهبية

جنانا بالام (بالإنجليزية: Jnana Palam)‏ والاسم يعني حرفيًّا "ثمرة الحكمة"؛ هو اسم ثمرة/فاكهة إلهية في الأساطير الهندوسية، ترتبط بأسطورة مشاركة موروغان وغانيشا في مسابقة، ومسكن بالاني المقدس. يُذكر أنَّ الحكيم نارادا منحها لشيفا. ويُنظر إلى جنانا بالام على أنها تمتلك إكسير الحكمة. ووصفت بأنها مانجو ذهبية.

## الأسطورة

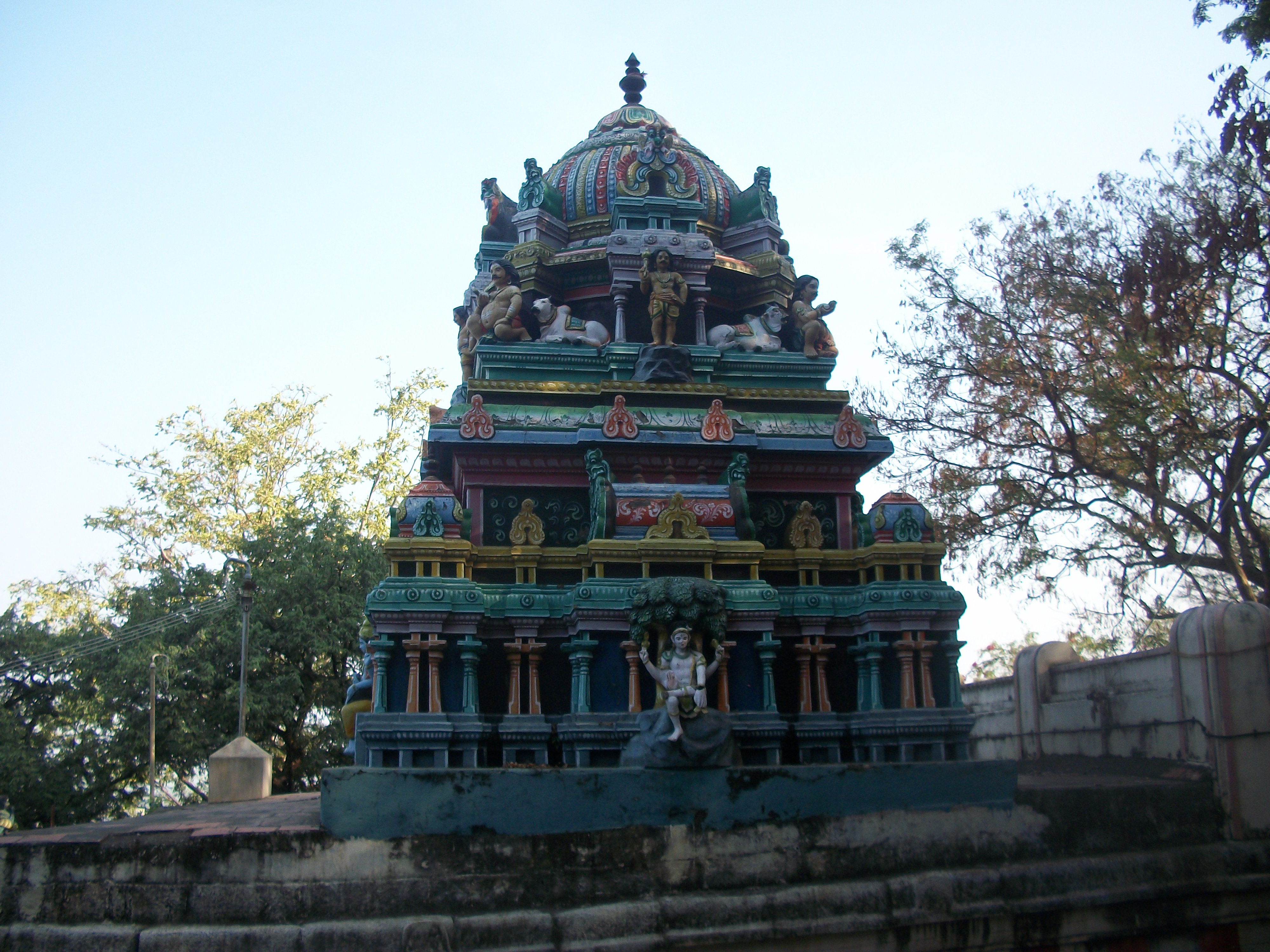
يرجع الأصل الأسطوري لمعبد بالاني إلى ثمرة الحكمة

وفقا للأسطورة، زار الحكيم نارادا شيفا ذات مرة في مسكنه في كايلاش، وقدم له جنانا بالام. اختار شيفا تقديم الفاكهة الإلهية لأحد ابنيه، موروغان أو غانيشا، وأجرى مسابقة: أول شخص قادر على الدوران حول العالم ثلاث مرات سيحصل على الجائزة. موروغان، الذي فسر التعليمات حرفيا، ركب طاووسه على الفور، وبدأ رحلته. أما غانيشا، الذي كانت مركبته فأرا، ففسر التعليمات ميتافيزيقيا، وأعلن اعتقاده بأن العالم، في الواقع، يجسده والديه، شيفا وبارفاتي. فشرع في الطواف حولهما ثلاث مرات. وإذ هو مسرور بحكمته، فقد مُنحت جنانا بالام إليه. وعندما عاد موروغان، كان غاضبا من فوز شقيقه بالفاكهة، معتقدا أن الأخير قد لجأ إلى الخداع. فتخلى عن عظمته ومنصبه الرفيع في كايلاش، وتقاعد إلى تلال بالاني كناسك، حيث أصبح أحد مساكنه الستة المقدسة.